# Лоріум (Мічиган)
Лоріум (англ. Laurium) — селище (англ. village) в США, в окрузі Гаутон штату Мічиган. Населення — 1864 особи (2020).

## Географія
Лоріум розташований за координатами 47°14′6″ пн. ш. 88°26′17″ зх. д. / 47.23500° пн. ш. 88.43806° зх. д. (47.235115, -88.438176).  За даними Бюро перепису населення США в 2010 році селище мало площу 1,69 км², уся площа — суходіл.

## Демографія
Згідно з переписом 2010 року, у селищі мешкало 1977 осіб у 814 домогосподарствах у складі 491 родини. Густота населення становила 1172 особи/км².  Було 1059 помешкань (628/км²).
Расовий склад населення:
| - 96,6 % — білих - 0,7 % — корінних американців - 0,7 % — чорних або афроамериканців - 0,1 % — азіатів |

До двох чи більше рас належало 1,5 %. Частка іспаномовних становила 1,2 % від усіх жителів.
За віковим діапазоном населення розподілялося таким чином: 27,3 % — особи молодші 18 років, 57,3 % — особи у віці 18—64 років, 15,4 % — особи у віці 65 років та старші. Медіана віку мешканця становила 38,1 року. На 100 осіб жіночої статі у селищі припадало 98,7 чоловіків;  на 100 жінок у віці від 18 років та старших — 92,2 чоловіків також старших 18 років.
Середній дохід на одне домашнє господарство  становив 49 534 долари США (медіана — 36 450), а середній дохід на одну сім'ю — 62 512 долари (медіана — 50 588). Медіана доходів становила 42 321 долар для чоловіків та 30 625 доларів для жінок. За межею бідності перебувало 15,9 % осіб, у тому числі 24,0 % дітей у віці до 18 років та 8,8 % осіб у віці 65 років та старших.
Цивільне працевлаштоване населення становило 856 осіб. Основні галузі зайнятості: освіта, охорона здоров'я та соціальна допомога — 34,9 %, мистецтво, розваги та відпочинок — 18,0 %, виробництво — 17,4 %.